# Торано (Казерта)
Торано је насеље у Италији у округу Казерта, региону Кампанија.
Према процени из 2011. у насељу је живело 156 становника. Насеље се налази на надморској висини од 475 м.